# Yuliena Pedroza
Estefanie Yuliena Pedroza Véliz, född 13 mars 1997, är en guatemalansk taekwondoutövare.

## Karriär
I maj 2019 tävlade Pedroza i 49 kg-klassen vid VM i Manchester. Hon besegrade costaricanska María José Calderón i 32-delsfinalen men blev sedan utslagen i sextondelsfinalen av turkiska Rukiye Yıldırım.
I juni 2021 tog Pedroza brons i 53 kg-klassen vid panamerikanska mästerskapen i Cancún. I maj 2022 tog hon återigen brons i 53 kg-klassen vid panamerikanska mästerskapen i Punta Cana.